# Georgier in Iran

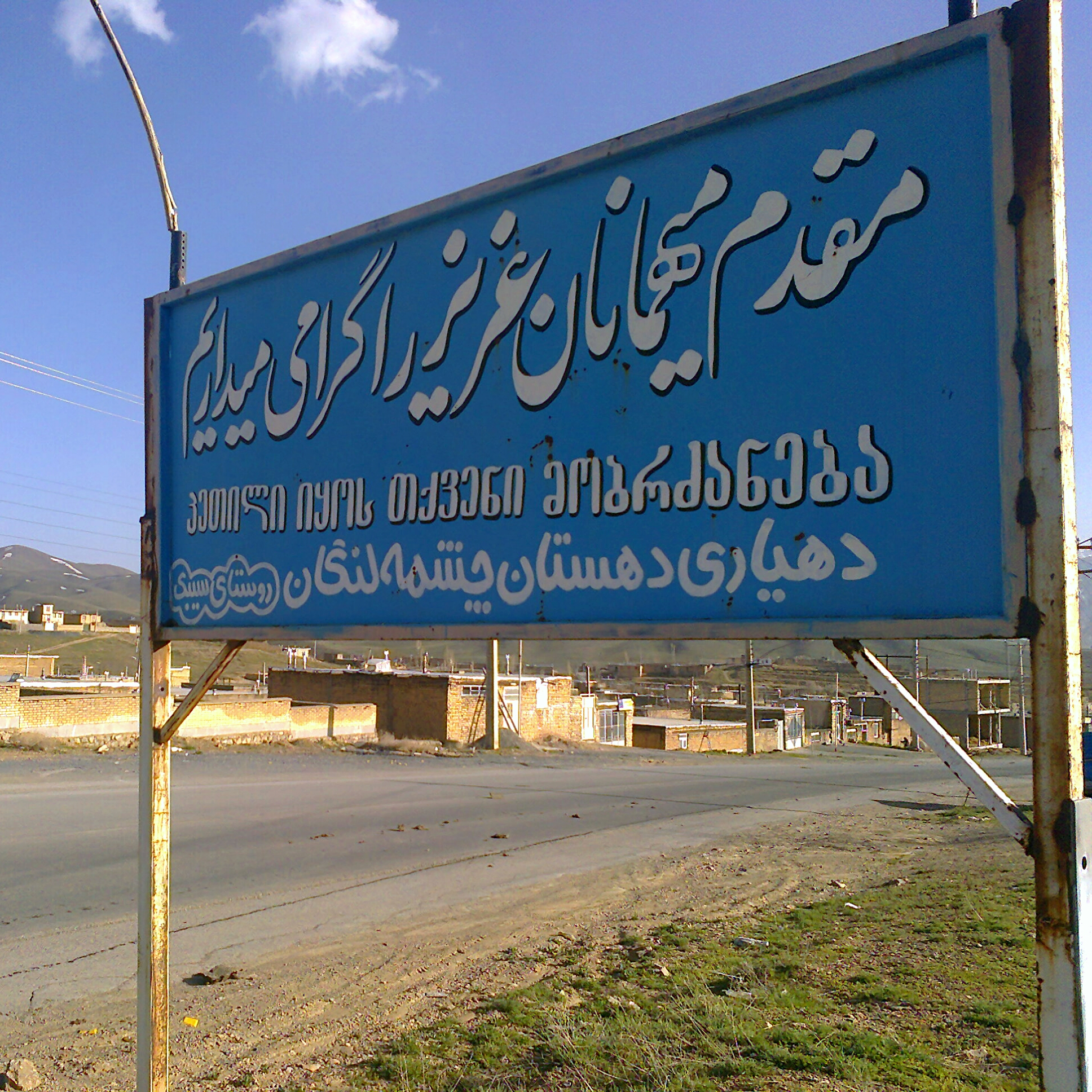
Zweisprachiges Ortseingangsschild von Sibak in der Region Fereydan (Provinz Isfahan).

Georgier in Iran, iranische Georgier oder Georgier von Iran (georgisch ქართველები ირანში; persisch گرجی‌های ایران, ‚Georgier Irans‘) sind iranische Staatsbürger, die ethnisch georgisch sind. Sie bilden eine in Iran lebende Minderheit. Persien unter den Safawiden siedelte zwangsweise Hunderttausende christlicher und jüdischer Georgier um, um die Macht der Kizilbaschi zu verringern, die industrielle Wirtschaft zu entwickeln, das Militär zu stärken und neu errichtete Städte in verschiedenen Gebieten wie in den Provinzen Isfahan und Mazandaran zu bevölkern. Die georgische Gemeinde von Fereydunschahr hat bis heute ihre eigene georgische Identität bewahrt, während sie sich Aspekte der iranischen Kultur wie die persische Sprache und den Zwölf-Schia-Islam zu eigen gemacht hat, um in der Gesellschaft zu überleben. Die Zahl der Georgier in der Islamischen Republik Iran wird auf über 100.000 geschätzt.

## Geografische Verbreitung, Sprache und Kultur
Die georgische Sprache wird noch von einem Teil der Georgier gesprochen. Das Zentrum der Georgier in Iran Fereydunschahr ist eine kleine Stadt 150 km westlich von Isfahan in der historisch als Fereydan bekannten Gegend. In diesem Gebiet gibt es zehn georgische Städte und Dörfer. Die alte georgische Identität ist hier im Vergleich zu anderen Orten in Iran am besten erhalten, und die meisten Menschen sprechen und verstehen dort die georgische Sprache.
Es gab andere kompakte Siedlungen in Khorasan bei Abbas Abad (auf halbem Weg zwischen Schahrud und Sabzevar), Mazandaran bei Behschahr und Faraḥābād, Gilan, Provinz Isfahan bei Najafabad, Badrud, Rahmatabad, Yazdanshahr und Amir Abad. Diese Gebiete werden häufig Gorji Mahalleh („georgische Nachbarschaft“) genannt. Viele Georgier oder Iraner teilweise georgischer Abstammung sind auch in iranischen Großstädten wie Teheran, Isfahan, Rascht, Karadsch und Schiras verstreut. Die meisten dieser Gemeinschaften sprechen nicht mehr die georgische Sprache, behalten jedoch Aspekte der georgischen Kultur bei und halten ein georgisches Bewusstsein aufrecht. Iranische Georgier befolgen die schiitischen Traditionen und auch nichtreligiöse Traditionen, die denen anderer Menschen in Iran ähneln, so feiern sie auch den Nowruz.
Die lokale Selbstbezeichnung der iranischen Georgier ist wie der Rest der Georgier auf der ganzen Welt Kartveli (georgisch: ქართველი, Plural: Kartvelebi georgisch: ქართველები, nämlich Georgier), obwohl gelegentlich die Ethnonyme Gorj, Gorji, Gordsch(i) oder sogar Gurj(-i)/Gurdsch(-i) verwendet werden (vom persischen „Gorj(i)/Gordsch(i)“, was „georgisch“ bedeutet). Sie nennen ihre Sprache Kartuli (georgisch: ქართული), was ursprünglich der Name des georgischen Dialektes der Region Kartlien ist, der aber seit dem Mittelalter zur allgemeinen Selbstbezeichnung der georgischen Sprache wurde. Wie Rezvani feststellt, ist dies nicht verwunderlich, da andere georgische Dialekte in Iran ausgestorben sind.
Nach heutigen Schätzungen setzen sich die iranischen Georgier aus über 100.000 Personen zusammen. Laut Encyclopaedia Georgiana (1986) lebten etwa 12.000–14.000 im ländlichen Fereydan c. 1896 und eine neuere Schätzung von Rezvani (veröffentlicht 2009, geschrieben 2008) besagen, dass es in Fereydan möglicherweise mehr als 61.000 Georgier gibt. Sie sind auch die größte aus dem Kaukasus stammende Gruppe in der iranischen Nation, vor den Tscherkessen.

## Geschichte

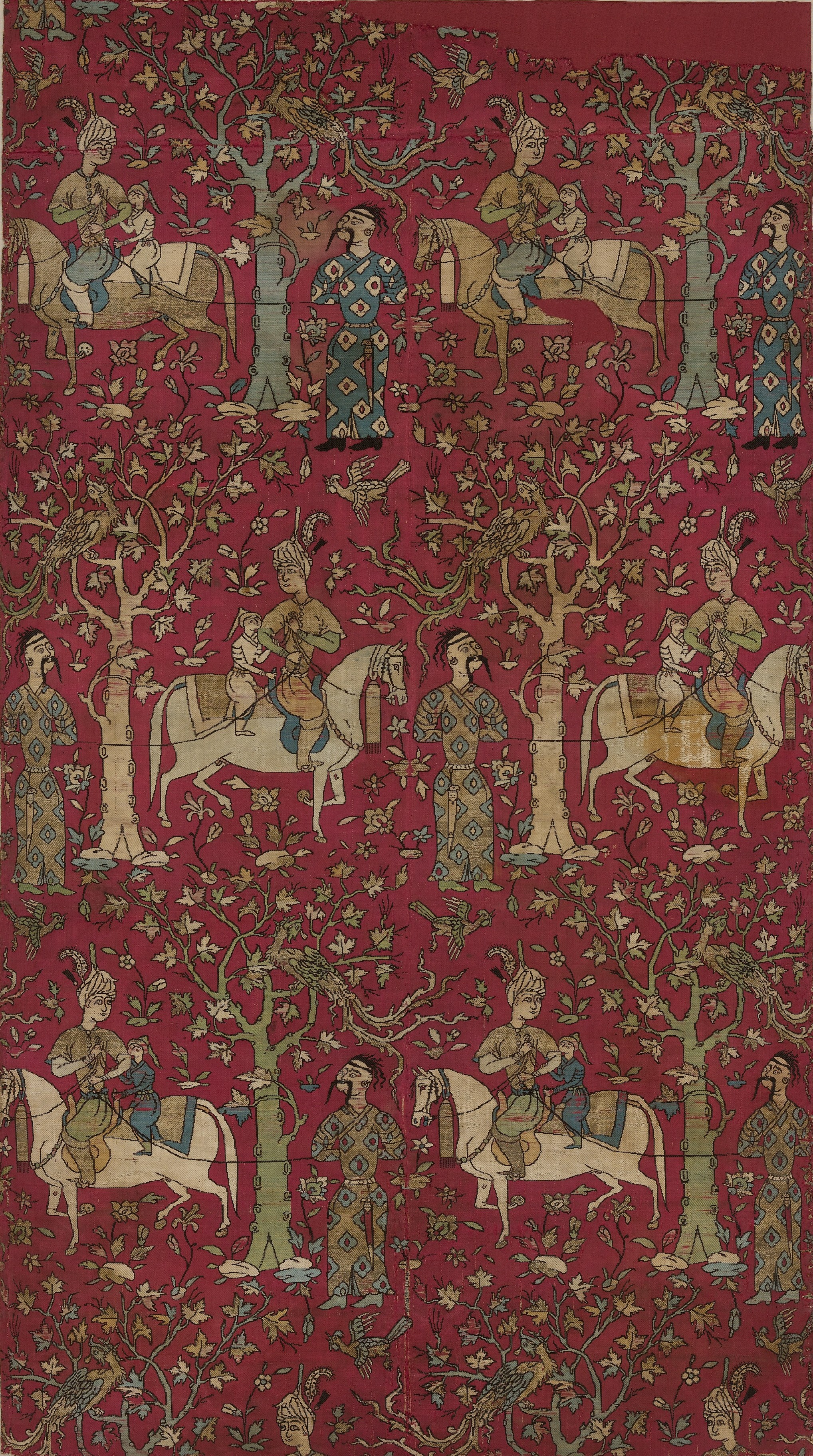
Safawidische Soldaten führen georgische Gefangene ab (Textile von Mitte des 16. Jahrhunderts).

### Zeit der Safawiden
Höchstwahrscheinlich wurde die erste existierende Gemeinschaft von Georgiern in Iran nach den Invasionen von Schah Tahmasp I. in Georgien und im restlichen Kaukasus gegründet, in denen er etwa 30.000 Georgier und andere Kaukasier zurück ins Reich der Safawiden deportierte.
Während seiner Reisen Anfang des 17. Jahrhunderts behauptete der italienische Abenteurer Pietro della Valle, dass es in Persien keinen Haushalt ohne georgische Sklaven gäbe, und bemerkte, wie viele Georgier überall in der Gesellschaft präsent sind. In der späteren Hauptstadt der Safawiden, Isfahan, lebten viele Georgier. Viele der Einwohner der Stadt waren georgischer, tscherkessischer und dagistanischer Abstammung. Engelbert Kaempfer, der 1684 bis 1685 im safawidischen Persien war, schätzte ihre Zahl auf 20.000.
Insgesamt erwähnen die persischen Quellen, dass in den beiden Jahrhunderten der Safawiden 225.000 Georgier umgesiedelt wurden, während die georgischen Quellen diese Zahl mit 245.000 angeben.

### Zeit der Afschariden
Während der Afschariden-Dynastie wurden laut persischen Quellen 5.000 georgische Familien nach Iran gebracht, während die georgischen Quellen 30.000 Personen angeben.

### Kadscharen-Dynastie
Während der Kadscharen-Dynastie wurden nach persischen Quellen 15.000 Georgier in den Iran gebracht, während in den georgischen Quellen 22.000 Personen erwähnt werden. Diese letzte große Welle der georgischen Besiedlung im Iran ereignete sich 1795 als Folge der Schlacht von Krtsanisi.

### Im heutigen Iran
Trotz ihrer Isolation von Georgien haben viele Georgier ihre Sprache und einige Traditionen bewahrt, aber den Islam angenommen. Der Ethnograph Lado Aghniashvili war der erste aus Georgien, der diese Gemeinde 1890 besuchte.
Nach dem Zweiten Weltkrieg war die georgische Minderheit in Iran dem Druck des aufkommenden Kalten Krieges ausgesetzt. 1945 machte die Sowjetunion diese kompakte ethnische Gemeinschaft zusammen mit anderen ethnischen Minderheiten, die im Norden Irans lebten, als mögliches Instrument zur Auslösung von Unruhen in der iranischen Innenpolitik aus. Während die sowjetische georgische Führung sie nach Georgien zurückführen wollte, zog Moskau es vor, sie in Iran zu belassen. Die sowjetischen Pläne wurden erst aufgegeben, als Josef Stalin begriff, dass seine Pläne, Einfluss in Nordiran zu erlangen, sowohl durch die „Sturheit Irans“ als auch durch den Druck der Vereinigten Staaten vereitelt wurden.
Im Juni 2004 besuchte der neue georgische Präsident Micheil Saakaschwili als erster georgischer Politiker die iranisch-georgische Gemeinde in Fereydunschahr. Tausende einheimische Georgier begrüßten die Delegation, unter anderem mit dem Winken der neu verabschiedeten georgischen Nationalflagge mit ihren fünf Kreuzen. Saakaschwili betonte, dass die iranischen Georgier historisch gesehen eine wichtige Rolle bei der Verteidigung Irans gespielt haben und brachte Blumen auf die Gräber der iranisch-georgischen Toten des achtjährigen Iran-Irak-Krieges.